# NGC 5411
NGC 5411 (другие обозначения — UGC 8940, MCG 2-36-11, ZWG 74.47, PGC 49967) — галактика в созвездии Волопас.
Этот объект входит в число перечисленных в оригинальной редакции «Нового общего каталога».